# Burgraviato de Misnia
El Burgraviato de Misnia (en alemán: Burgrafschaft Meißen), a veces llamado como Burgraviato de Meissen o Meißen tuvo su origen en el otorgamiento que hizo de él junto a la dignidad del príncipe del Imperio el emperador Segismundo de Luxemburgo en 1426 a la rama mayor de los Plauen (Reuss, Alemania), que los margraves de Misnia o los electores de Sajonia le dejaron poco tiempo, extinguiéndose dicha rama en 1572.

## Origen
Un bisnieto de Enrique III el Rico quien distribuyó el Voiglam entre sus cuatro hijos en 1206 (el segundo fue patrono de Plauen, la única casa que sobrevivió, posteriormente Casa de Reuss; las otras tres, Waida, Greiz y Gera, no dejaron sino herencias menguadas por las enajenaciones o las conquistas de los margraves de Misnia; se llamaba la tierra de los Patronos porque los emperadores la mandaban gobernar por oficiales revestidos con el título de voght), príncipe de la límea de Plauen, llamado Enrique el Joven, hizo dar el nombre de Reuss a la familia de que fue tronco y en 1238 cayó guerreando en Tierra Santa en manos de los musulmanes y vendido a un mariscal ruso.
Posteriormente, cuando los tártaros fueron a talar la parte de Rusia que vivía Enrique le condujeron a Polonia y a Silesia, de donde escapó y se refugió en la corte del emperador y en adelante conservó siempre el epíteto de Ruzzo o de Reuss, el ruso y le disputó la sucesión de la Misnia Conrado de Wettin.
El nombre de Enrique lo obtuvo la Casa de Reuss desde el siglo XII en honor del emperador Enrique IV del Sacro Imperio Romano Germánico, del cual casó una parienta con un patrono de Plauen y la rama mayor consiguió el mencionado burgraviato, y la rama segunda se subdividó en una gran número de brazos y vástagos que fueron desapareciendo sucesivamente.

## Margraviato de Misnia
La Misnia, erigida en margraviato en el siglo X, al igual que la Lusacia, para contener las incursiones de los normandos y eslavos no tuvo siempre la misma extensión, y tomó el nombre de su capital Meissen, a lo que se limitaba originariamente todo su territorio, y trató de los primeros margraves Jorge Eccard en su obra Orígenes sajones.
El burgraviato de Misnia era diferente del margraviato de Misnia, y en el origen de los comandantes militares fueron los margraves los burgraves de los jueces, y los feudos del burgraviato de Misnia eran la bailía de Frauestein situada en el Erzjebirje, el condado de Hartenstein y el señorío de Wildenfels.
Aunque la Casa de Reuss siempre ha sido inmediata y en 1427 obtuvo una de sus líneas la dignidad primiciera, aquella de que descendían los Reuss a mediados del siglo XIX, no tuvo ni siquiera el título de conde hasta que el emperador Leopoldo I de Habsburgo se le confirió en 1671.